# Người Nam Đảo
Người Nam Đảo hay người Austronesia (tiếng Anh: Austronesia) là tên chỉ nhiều nhóm sắc tộc ở Đông Nam Á, Châu Đại Dương và Đông Phi nói các ngôn ngữ thuộc ngữ hệ Nam Đảo.
Họ bao gồm các thổ dân Đài Loan, đa phần nhóm sắc tộc ở Malaysia, Đông Timor, Philippines, Indonesia, Brunei, Madagascar, Micronesia và Polynesia, Quần đảo Cocos (Keeling), người Mã Lai ở Singapore cũng như các dân tộc Polynesia ở New Zealand và Hawaii, và người Niueuan ở Niue và những người phi-Papua của Melanesia. Người Nam Đảo cũng được tìm thấy ở miền Nam Thái Lan, các khu vực sinh sống của người Chăm ở Việt Nam và Campuchia, đảo Hải Nam (Trung Quốc), một số khu vực ở Sri Lanka, phía nam Myanmar, cực nam Cộng hòa Nam Phi, Suriname, và một số đảo thuộc Quần đảo Andaman. Các dân tộc này được kết nối thông qua ngữ hệ Nam Đảo.
Các cuộc di cư thời hiện đại khiến cư dân nói các ngôn ngữ Nam Đảo tới Mỹ, Canada, Úc, Anh Quốc, Hà Lan, Tây Ban Nha, Bồ Đào Nha, Hồng Kông, Ma Cao, và Mauritius cũng như các nước Tây Nam Á,

## Tiền sử
Các giả thuyết trước đây cho rằng người Austronesia có nguồn gốc phương bắc, từ đông nam Trung Quốc và Đài Loan. Tuy nhiên những nghiên cứu mới cho thấy ngôn ngữ Nam Đảo có nguồn gốc bản địa ở Melanesia hoặc Đông Nam Á.

### Mô hình từ Đài Loan
Bằng chứng khảo cổ cho thấy có thể có liên hệ giữa các nền văn hóa nông nghiệp của miền nam, gồm khu vực Đông Nam Á và Melanesia, với các di chỉ được biết đến trước tiên ở lục địa Trung Quốc. Kết hợp các bằng chứng khảo cổ và ngôn ngữ dẫn đến giải thích ngôn ngữ Nam Đảo có nguồn gốc phương bắc, từ miền đông nam Trung Quốc và Đài Loan.
Trước khi diễn ra sự Hán hóa, người Austronesia lan xuống bờ biển phía nam Trung Quốc qua Đài Loan và vịnh Bắc Bộ. Theo thời gian, Hán hóa lan rộng tới tất cả các quần thể Austronesia trên đất liền, từ thung lũng sông Trường Giang tới các khu vực ven biển ở vịnh Bắc Bộ, và quá trình như vậy hiện đang diễn tại Đài Loan.
Nó thể hiện ở chỗ, các ngôn ngữ Nam Đảo hiện được phân loại thành 10 chi, thì đã có 9 là chi Formosa chỉ được biết đến ở Đài Loan. Nó dẫn đến lập luận rằng mô hình giải thích tốt nhất là sự phát tán của những người nông nghiệp là từ Đài Loan đến các đảo Đông Nam Á, Melanesia, và cuối cùng là Thái Bình Dương. Mô hình này được gọi là "chuyến tàu tốc hành tới Polynesia" - là phù hợp với các dữ liệu có sẵn, nên được quan tâm nhiều.

### Mô hìnhSundaland
Những nghiên cứu sinh học phân tử đã dẫn tới một mô hình khác. Nghiên cứu của Đại học Leeds và được xuất bản năm 2011 trong tập san Molecular Biology and Evolution (Sinh học Phân tử và Tiến hóa), xác định rằng kiểm tra dòng DNA ty thể cho thấy rằng người Austronesia đã phát triển trong vòng đảo Đông Nam Á (ISEA) cho một khoảng thời gian dài hơn so với dự đoán trước đây, tại vùng được gọi là Sundaland .
Sự phát tán dân số xảy ra khi mực nước biển dâng vào hồi 10 Ka BP, dẫn đến di cư từ Philippines sang Đài Loan. Tổ tiên của người Polynesia đến các quần đảo Bismarck của Papua New Guinea ít nhất là từ 6 đến 8 Ka BP. Oppenheimer đã phác thảo cách mực nước biển dâng là dạng ba đợt lũ lụt lớn gây ra cho đến khi đạt mức như hiện nay.
Những phát hiện mới từ Tổ chức Bộ gen loài người (HUGO, Human Genome Organisation) cũng cho thấy dân cư phía đông châu Á là kết quả sự kiện di cư duy nhất từ phía Nam lên. Họ tìm thấy sự tương đồng di truyền giữa các quần thể trên toàn châu Á, và tính đa dạng di truyền giảm dần từ phía vĩ độ Nam đến miền Bắc. Mặc dù dân số Trung Quốc rất lớn, nó lại có ít tính đa dạng di truyền hơn so với quần thể sinh sống trong khu vực Đông Nam Á có dân số nhỏ hơn.
Điều này cho thấy sự lan tỏa của văn hóa Trung Quốc xảy ra rất gần đây, theo sau sự phát triển của nông nghiệp lúa, chỉ trong vòng 10 Ka trở lại ngày nay.

## Phân bố địa lý
Các dân tộc Austronesia theo phân bố địa lý:
- Thổ dân Đài Loan (Đài Loan): người Ami, người Atayal, người Bunun, người Paiwan.
- Malay-Polynesia (Mã Lai-Đa Đảo):
  - Nhóm Borneo: Kadazan-Dusun, người Murut, người Iban, người Bidayuh, người Dayak
  - Trung và nam đồng bằng Luzon: người Tagalog, người Bicolano
  - Nhóm Chăm: Các sắc tộc Chăm ở Campuchia, Hải Nam và Việt Nam; người Aceh ở bắc Sumatra, người Gia Rai, người Utsul.
  - Igorot (Cordillera): Balangao, Ibaloi, Isneg, người Kankanaey.
  - Lumad (Mindanao): Kamayo, Manobo, Tasaday, T'boli.
  - Malagasy (Madagascar): Betsileo, Merina, Sakalava, Tsimihety.
  - Melanesia: người Fiji, người Kanak, Ni-Vanuatu, người Solomon
  - Micronesia: người Carolinia, người Chamorro, người Palau.
  - Moken: Myanmar, Thái Lan.
  - Moro (Mindanao, quần đảo Sulu): người Maguindanao, người Maranao, người Tausug, người Bajau.
  - Bắc phần đồng bằng Luzon: người Ilocano, người Kapampangan, người Pangasinan, người Ibanag
  - Polynesia: người Māori, người Hawaii, người Samoa.
  - Quần đảo Sunda–Sulawesi: người Mã Lai, người Sunda, người Java, người Bali, người Batak (về địa lý gồm cả Malaysia, Brunei, Pattani ở Thái Lan, Singapore, đông và trung Indonesia).
  - Bisaya: người Aklanon, người Cebuano, người Hiligaynon, người Waray.

## Chỉ dẫn
1. ↑  Lúc đó mực nước biển thấp hơn hiện nay cỡ 120m, vùng Sundaland lộ lên là đất liền, cho phép các loài thú lớn như voi, tê giác, trâu, hổ,... phát tán đến các vùng hiện nay là vòng đảo Đông Nam Á